# Lucy Lee Flippin
Lucy Lee Flippin, född 23 juli 1943 i Philadelphia, Pennsylvania, är en amerikansk skådespelare. Flippin har bland annat spelat rollen som Eliza Jane Wilder i TV-serien Lilla huset på prärien.

## Filmografi i urval
- 1976 - Aldrig i livet
- 1977 - Slagskott
- 1977 - Annie Hall
- 1979-1982 - Lilla huset på prärien (TV-serie)
- 1983 - Flashdance
- 1985 - Polisskolan 2 – Första uppdraget
- 1985 - Privat område
- 1987 - Summer School
- 1988 - Kroppskontakt av värsta graden
- 1988 - Pantertanter (TV-serie)
- 1989 - Huset fullt (TV-serie)
- 1993 - A Perfect World
- 1996 - Beverly Hills (TV-serie)
- 1999 - Cityakuten (TV-serie)
- 2001 - Rat Race - sk(r)attjakten
- 2004 - Alla hans ex